# Nationaal Amateur Speelfilmfestival
Het Nationaal Amateur Speelfilmfestival is een filmfestival in Sneek dat sinds 2009 jaarlijks wordt gehouden. Het festival is erkend door NOVA.

## Vorm
Aan het festival mogen alleen personen deelnemen die niet beroepsmatig met video of film in aanraking komen. Ook speelfilms met een commercieel oogmerk mogen niet deelnemen. Daarnaast kent het festival een maximale speelduur van 30 minuten per film. 
Het Nationaal Amateur Speelfilmfestival wordt georganiseerd door Videoclub Windjammer en wordt gehouden in Theater Sneek.

## Festivalprijzen
Op het festival worden verschillende prijzen uitgereikt, onder meer voor:
- Beste speelfilm
- Beste camera voering
- Beste geluidstoepassing
- Beste acteur/actrice

Daarnaast is er een publieksprijs.

### Winnaar Beste Film
| Editie | Titel       | Maker       |
| ------ | ----------- | ----------- |
| 2009   | De Hooligan | Marco Brunu |
| 2010   | Klem        | Jef Caelen  |